# دونتسوایلر
دونتسوایلر (به آلمانی: Dunzweiler) یک شهر در آلمان است که در Waldmohr واقع شده‌است. دونتسوایلر ۹۷۴ نفر جمعیت دارد.